# Ямасита, Миюки
Миюки Ямасита (яп. 山下 美幸; род. 28 августа 1971, Тояма) — японская гребчиха, выступавшая за сборную Японии по академической гребле в первой половине 1990-х годов. Двукратная серебряная призёрка Азиатских игр, участница летних Олимпийских игр в Барселоне.

## Биография
Миюки Ямасита родилась 28 августа 1971 года в префектуре Тояма, Япония.
Первого серьёзного успеха на взрослом международном уровне добилась в сезоне 1990 года, когда вошла в основной состав японской национальной сборной и побывала на Азиатских играх в Пекине, откуда привезла награду серебряного достоинства, выигранную в зачёте распашных безрульных четвёрок — в решающем финальном заезде пропустила вперёд только экипаж из Китая.
В 1991 году в безрульных двойках выступила на чемпионате мира в Вене, где заняла итоговое девятое место.
Благодаря череде удачных выступлений удостоилась права защищать честь страны на летних Олимпийских играх 1992 года в Барселоне. В программе женских распашных двоек без рулевой вместе с напарницей Нобуко Отой сумела квалифицироваться лишь в утешительный финал В и расположилась в итоговом протоколе соревнований на девятой строке.
После барселонской Олимпиады Ямасита ещё в течение некоторого времени оставалась в составе гребной команды Японии и продолжала принимать участие в крупнейших международных регатах. Так, в 1994 году она выступила на домашних Азиатских играх в Хиросиме, где стала серебряной призёркой в безрульных четвёрках лёгкого веса, уступив в финале китайским гребчихам.